# Aacayipsin
Aacayipsin is het tweede muziekalbum van de Turkse zanger Tarkan. Aacayipsin werd op 12 mei 1994 uitgebracht. Van dit album werden meer dan twee miljoen exemplaren verkocht en daarmee bezorgde Aacayipsin Tarkan grote naamsbekendheid in Turkije én Europa. Het album werd in het buitenland namelijk meer dan 750.000 keer verkocht, een primeur voor een artiest van Turkse komaf.
Van de volgende nummers werd een videoclip gemaakt: Hepsi Senin Mi?, Unutmamalı, Dön Bebeğim, Kış Güneşi, Bekle en Şeytan Azapta. Enkele bekende Turkse artiesten hebben meegewerkt aan dit album. Zo werden de liedteksten van enkele nummers geschreven door Sezen Aksu en Yıldız Tilbe, en zongen onder andere Şebnem Ferah en Sertab Erener mee met enkele nummers.

## Tracklist
De twaalf nummers van A-Acayipsin met daarachter de duur van het nummer en de Nederlandse vertaling van de titel:
1. "Hepsi Senin Mi?" - 4:05; Is dit allemaal van jou?
2. "Dön Bebeğim" - 4:45; Keer terug schatje
3. "Şeytan Azapta" - 5:00; Duivelse kwelling
4. "Bekle" - 5:25; Wacht
5. "Eyvah" - 4:10; O jee
6. "Kış Güneşi" - 4:15; Winterzon
7. "Unutmamalı" - 5:30; Men zou niet moeten vergeten
8. "Gül Döktüm Yollarına" - 4:15; Ik heb rozen op je pad gegooid
9. "Durum Beter" - 3:40; Benarde toestand
10. "Gitme" - 4:30; Ga niet weg
11. "Seviş Benimle" - 5:10; Vrij met me
12. "Biz Nereye?" - 4:50; Waar gaan we heen?

## Instrumenten
- Piano - Ozan Çolakoğlu
- Klassieke gitaar - Erdem Sökmen, Erdinç Şenyaylar
- Basgitaar - İsmail Soyberk, Levent Yüksel
- Elektrische gitaar - Gür Akad
- Cello - Özer Arkun
- Oed - Erdinç Şenyaylar, Levent Yüksel
- Qanûn - Halil Karaduman
- Viool - Şenyaylar Yaylı Grubu
- Klarinet - Mustafa Suder
- Fluit - Levent Altındağ
- Ney - Ercan Irmak
- Slaginstrument - Cem Erman
- Darbuka - Celal Bağlan, Seyfi Ayta